# San José, Ocosingo
San José är en ort i Mexiko.   Den ligger i kommunen Ocosingo och delstaten Chiapas, i den sydöstra delen av landet, 900 km öster om huvudstaden Mexico City. San José ligger 563 meter över havet och antalet invånare är 620.
Terrängen runt San José är huvudsakligen kuperad, men åt sydost är den bergig. San José ligger nere i en dal. Runt San José är det glesbefolkat, med 16 invånare per kvadratkilometer. Närmaste större samhälle är Nueva Palestina, 18,8 km nordost om San José. I omgivningarna runt San José växer i huvudsak städsegrön lövskog.